# Indalmus malayanus malayanus
Indalmus malayanus malayanus es una subespecie de coleóptero de la familia Endomychidae.

## Distribución geográfica
Habita en Sarawak y Sumatra.